# آق‌دربند
آق دربند، از روستاهای بخش مرزداران شهرستان سرخس است و در جنوب شهر سرخس و حاشیه کشف رود قرار دارد. بر اساس سرشماری سال ۱۳۸۵ جمعیت آن ۱۹۹ خانوار و ۸۴۱ نفر
است.

## تاریخچه
در گزارش میرزا محمد حسن مهندس چنین آمده‌است: «شورچه و پس کمر از نقاطی است که جمشیدی‌ها متصرف شده‌اند و مواضع با اهمیتی است و عمده جنگل پسته در دامنه کوهسار شورچه و آق دربند و پس کمر است.»
ساکنین این روستا را در کنار بومی‌ها افراد مهاجر بلوچ و ترک و هم چنین مردمانی از دیار خراسان جنوبی تشکیل تشکیل می‌دهند.

## اقتصاد
آق دربند دارای معادن زغال سنگ بسیاری می‌باشد واین امر باعث شده‌است تا این روستا در بین تمامی روستاهای شهرستان سرخس بالاترین گردش مالی را داشته باشد.
اقتصاد مردم این روستا بر پایه کشاورزی دیم و دامداری است، تعداد زیادی نیز در معادن زغال سنگ مشغول به کار هستند.